# Pudu puda
Espèce
Statut de conservation UICN

 NT  : Quasi menacé
Répartition géographique
Statut CITES
Le Pudu du Sud ([pud̪u d̪y syd̪]), également appelé Pudu du Chili, en latin Pudu puda, est une des deux espèces du genre Pudu, un cervidé de très petite taille que l'on rencontre en Amérique du Sud.
Le Pudu puda est le plus petit cervidé du monde. Le mot « pudu » vient du mapudungun, la langue des aborigènes mapuches du Chili. Son habitat original est la forêt humide des zones tempérées d'Argentine et du Chili. Les bébés ont parfois des taches blanches sur leur corps et en grandissant, elles disparaissent. Chez les mâles, des petites cornes poussent sur leur tête.

## Description de l’espèce

### Morphologie
Le corps est ramassé avec de solides pattes courtes, une queue, des oreilles et des yeux de taille réduite. La longueur totale du corps d'un adulte fait entre 60 et 85 centimètres avec une hauteur au garrot de 25 à 43 centimètres. Cela fait de lui le plus petit des cervidés.
Il a une fourrure aux poils durs et relativement longs, dégradés du brun au roux vers les extrémités. Les mâles ont de courtes cornes pointues d'une dizaine de centimètres.

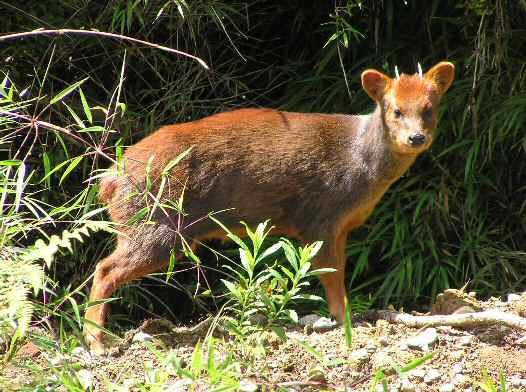
Pudu puda mâle, Lliuco, Chili
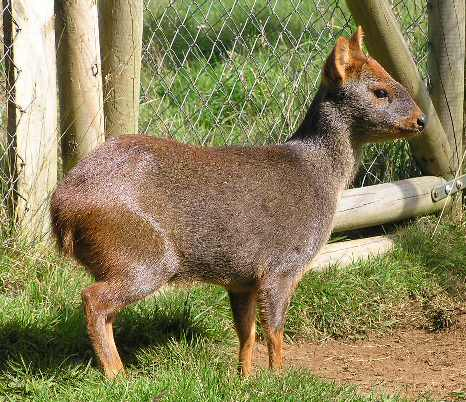
Pudu puda femelle

### Reproduction

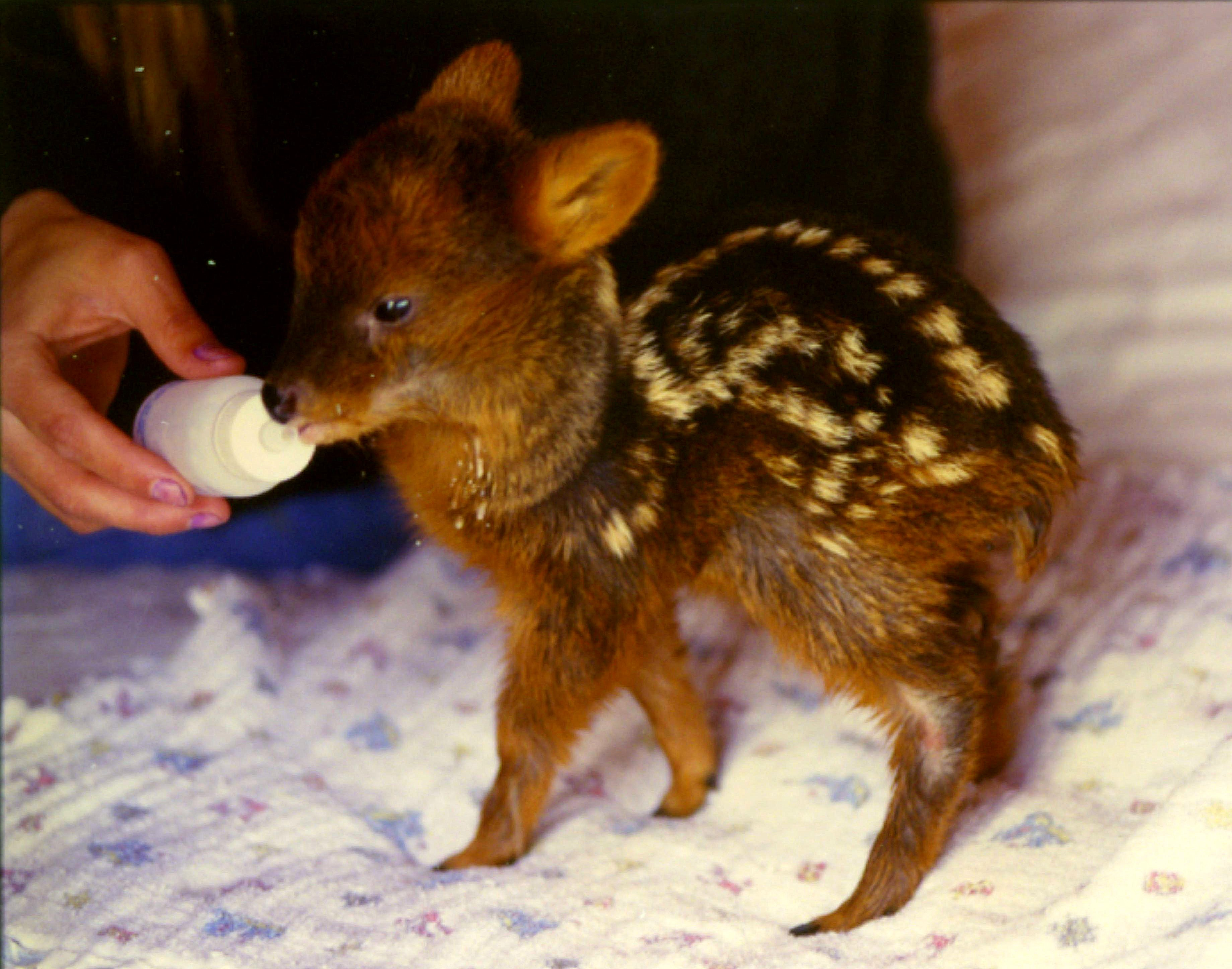
Petit pudu dans un centre de réhabilitation, Province de Llanquihue.

Après une gestation d'environ 200 jours, la mère donne naissance à un seul petit. Il mesure alors 15 cm de haut. Il atteindra la taille adulte après 3 mois. Le petit pudu a deux rangs de taches claires sur le dos.

### Comportement
Le pudu est actif jour et nuit, mais surtout en fin d'après-midi, soir et matin. Il se nourrit principalement de feuilles d'arbustes, il broie l'écorce et mange des graines, des herbes, des fruits tombés et surtout les algues Fucus.

### Habitat
Dans leurs forêts, les Pudu puda ont un court été sec et un long hiver humide. Ils se cachent des prédateurs dans les sous-bois et les forêts de bambous, jusqu'à 3 200 m d'altitude.

### Répartition
Sud du Chili, île Chiloe. Il a presque disparu d’Argentine à la suite d'une chasse excessive et des attaques de chiens.